# Лечищевский сельсовет
Лечищевский сельсовет — упразднённая административно-территориальная единица, существовавшая на территории Московской губернии и Московской области до 1939 года.
Лечищевский с/с был образован в первые годы советской власти. В 1919 году Лечищевски с/с входил в Пятницкую волость Звенигородского уезда Московской губернии.
Не позднее 1921 года Лечищевский с/с был упразднён.
В 1927 году Лечищевский с/с был восстановлен в составе Пятницкой волости Воскресенского уезда путём выделения из Якунинского с/с.
В 1929 году  Лечищевский с/с был отнесён к Воскресенскому району Московского округа Московской области. 
30 октября 1930 года Воскресенский район был переименован в Истринский район.
17 июля 1939 года Лечищевский с/с был упразднён. При этом его территория (селения Армягово, Лечищево и Новоселово) была передана в Алехновский с/с.